# Dret concursal
El Dret concursal és la branca del Dret mercantil formada per les normes substantives i processals que tenen per objecte la regulació del concurs de creditors. La seva finalitat és buscar una solució a la situació d'insolvència d'un deutor respecte dels seus creditors, perquè el primer pugui finalment complir amb les seves obligacions. En Dret espanyol la seva regulació es troba de manera unitària a la Llei 22/2003, de 9 de juliol, Concursal i a nivell europeu respecte dels casos de Dret internacional privat al Reglament (CE) nº 1346/2000 del Consell de 29 de maig de 2000 sobre procediments d'insolvència.
El concurs de creditors consisteix en un procés judicial civil l'objectiu preferit del qual és arribar a un acord entre el deutor insolvent i els seus creditors. Comprèn les especialitats normatives a què se sotmeten el conjunt dels creditors d'un deutor i a ell mateix quan no es poden satisfer totes les seves obligacions de manera regular degut a la seva insolvència. El deutor es veu impossibilitar per a poder pagar, ja que té més creditors que béns o crèdit per a poder satisfer-los (situació d'impotència patrimonial).
Aquesta situació de crisi econòmica o insolvència es resol per la legislació concursal aportant dos tipus de solucions com a conclusió del concurs de creditors: 
- a) Conveni entre el deutor i la majoria dels seus creditors ordinaris: els crèdits del deutor seran satisfets amb les corresponents deixes i/o esperes.
- b) Liquidació del patrimoni del deutor (no confondre amb la liquidació de les societats mercantils): consisteix a realitzar la liquidació ordenada de tot el patrimoni del deutor concursat per a la satisfacció igualment ordenada dels seus deutes. Es tracta d'una conversió en diners dels béns i drets que integren la massa activa del concurs mitjançant la realització dels mateixos per al pagament dels creditors.

## Història
Al llarg de la història s'identifiquen vestigis d'institucions precursores del que avui en dia conforma el Dret concursal i el concurs de creditors. En primer lloc en el Dret romà s'hi trobava la figura de la cessió de béns.